# Круппа, Юрий Николаевич
Юрий Николаевич Круппа (род. 21 июня 1964) — советский и украинский шахматист, гроссмейстер (1995). Старший тренер ФИДЕ (2014).
Окончил Львовский институт физической культуры (1987).
Дважды занимал призовые места в чемпионатах Украинской ССР: в 1986 стал серебряным призёром, в 1990 завоевал бронзовую медаль. Участник последнего чемпионата СССР (1991). Чемпион Украины 1994 года.
Разделил 3—6 место в финале Кубка России 2000 (вместе с Ю. Балашовым, А. Грищуком и Е. Наером).
В составе сборной Украинской ССР победитель 18-го командного чемпионата СССР (1986) в Минске. В составе сборной Украины участник 31-й Всемирной шахматной олимпиады (1994) в Москве.
Тренер — Юрий Симкин (1980—1995).

## Спортивные достижения
| Год  | Город       | Турнир                          | + | − | = | Результат | Место |
| ---- | ----------- | ------------------------------- | - | - | - | --------- | ----- |
| 1984 | Киев        | 53-й чемпионат Украинской ССР   | 5 | 3 | 7 | 8½ из 15  | 5     |
| 1986 | Киев        | 55-й чемпионат Украинской ССР   | 6 | 1 | 8 | 10 из 15  | 2     |
| 1988 | Львов       | 57-й чемпионат Украинской ССР   | 4 | 5 | 6 | 7 из 15   | 9—10  |
| 1989 | Херсон      | 58-й чемпионат Украинской ССР   | 7 | 2 | 6 | 10 из 15  | 4     |
| 1990 | Симферополь | 59-й чемпионат Украинской ССР   | 4 | 1 | 5 | 6½ из 10  | 3     |
| 1991 | Москва      | 58-й и последний чемпионат СССР | 0 | 4 | 7 | 3½ из 11  | 63    |
| 1994 | Алушта      | 63-й чемпионат Украины          |   |   |   | 8 из 9    | 1     |
|      |             |                                 |   |   |   | из        |       |

| Графики недоступны из-за технических проблем. См. информацию на Фабрикаторе и на mediawiki.org. |